# とちぎんカード・サービス
株式会社とちぎんカード・サービス（The TOCHIGIN CARD SERVICE,ltd.）は栃木銀行の系列会社であり、MUFGカード及びJCBのフランチャイジーである。栃木銀行の顧客基盤をもとに主に栃木県内でMUFG・JCBカードの発行、加盟店の獲得を行っている。

## 関連会社
- 栃木銀行
- 三菱UFJニコス
- ジェーシービー